# پاک شدن (کتاب)
پاک شدن: ساینتولوژی، هالیوود و زندان باور (به انگلیسی: Going Clear: Scientology, Hollywood, and the Prison of Belief) کتابی غیرداستانی دربارهٔ ساینتولوژی نوشته لارنس رایت است که در سال ۲۰۱۳ منتشر شد.
این کتاب شامل مصاحبه‌هایی با ساینتولوژیست‌های فعلی و سابق، سابقهٔ بنیانگذار آن ال. ران هابارد و رهبر فعلی‌اش دیوید میسکویج، و تحلیل روابط تام کروز و جان تراولتا با سازمان است. رایت در مصاحبه‌ای با نیویورک تایمز گفت: «افراد زیادی در آنجا هستند که در کلیسا به مقامات بالایی رسیده بودند و چیزهای زیادی در مورد آن می‌دانند و صراحت پیشه کرده‌اند. . . من بسیار خوش‌شانسم که در زمانی این کتاب را نوشتم که بسیاری از این افراد آماده گفتگو هستند.» رایت همچنین فاش کرد که نامه‌های «بی‌شماری» از سوی وکلای ساینتولوژی و سلبریتی‌های مرتبط به آن دریافت کرده‌است که او را به اقدام حقوقی تهدید کرده‌اند. رایت برای نوشتن این کتاب با دویست ساینتولوژیست فعلی و سابق صحبت کرد. انتشار کتاب در بریتانیا ابتدا قرار بود توسط انتشاراتی ترنس‌ورلد انجام شود اما در نهایت توسط سیلورتیل انجام گرفت که دلیل این امر ممکن است فشارهای حقوقی از سوی کلیسا باشد.
عنوان کتاب، پاک شدن، به مرحله‌ای از رشد معنوی در ساینتولوژی اشاره دارد. در اصطلاح ساینتولوژی، «پاک» به معنای حالتی است که فرد از «انگرام‌ها» رهایی یافته‌است، که اعضا معتقدند «خاطرات ناخودآگاه تروماهای گذشته» است. ساینتولوژیست‌ها جلسات روان‌درمانی به نام «ممیزی» را به‌عنوان بخشی از فرایند پاک شدن می‌گذرانند.
رایت قبلاً توصیفی از پل هاگیس، ساینتولوژیست سابق، برای نیویورکر نوشته بود.

## استقبال

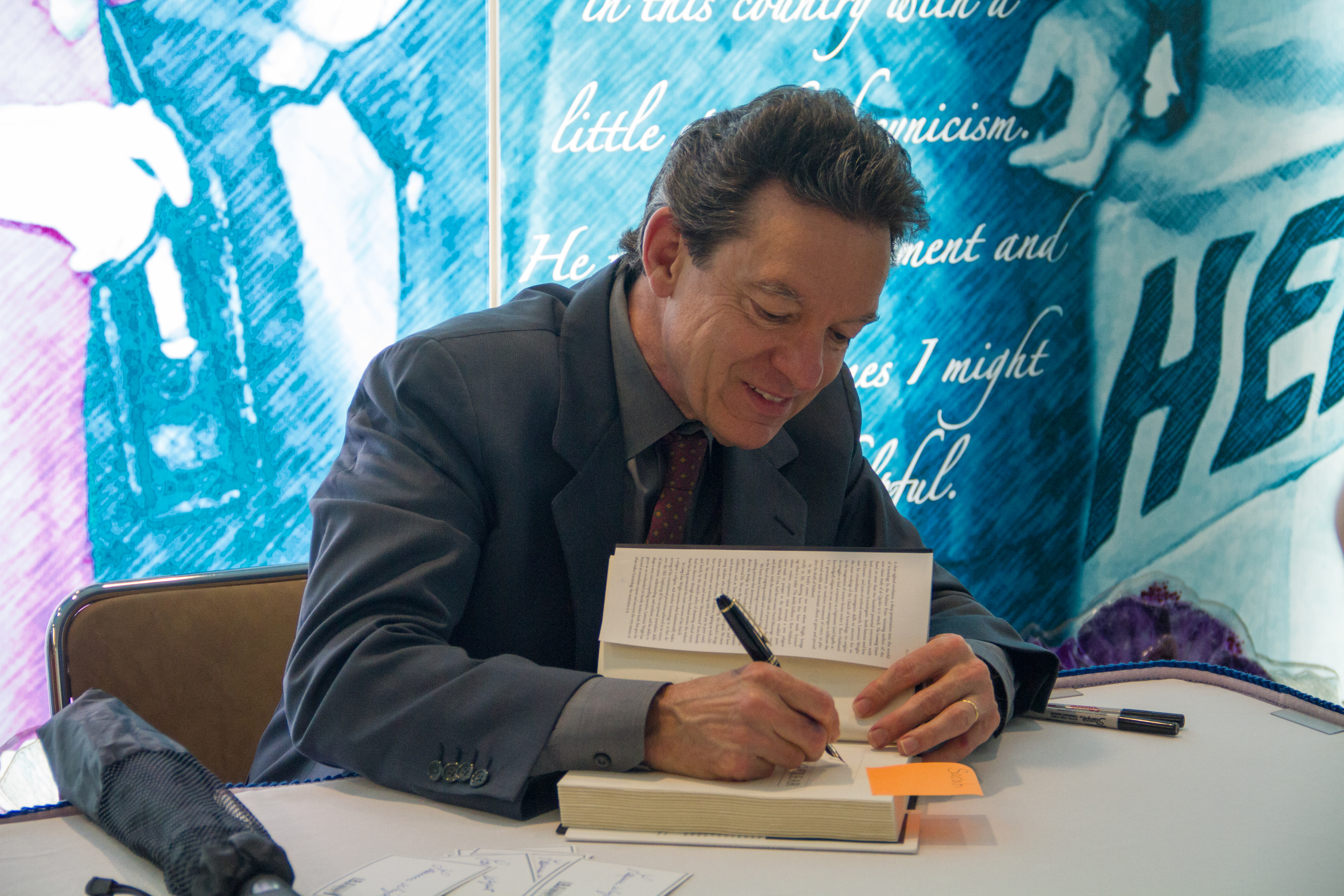
لارنس رایت در حال امضای نسخه‌ای از پاک شدن

انتشاراتی ترنس‌ورلد انتشار این کتاب را در بریتانیا لغو کرد. ترنس‌ورلد به دنبال توصیه‌های حقوقی به‌صورت داخلی تصمیم گرفت که این کتاب را منتشر نکند، زیرا احساس می‌کرد که نسخهٔ ویرایش‌شده با برنامهٔ آنها مطابقت ندارد. این کتاب بعد از آن در بریتانیا توسط انتشاراتی سیلورتیل در سال ۲۰۱۶ منتشر شد.
ناشر آلمانی رایت، گروه انتشارات رندوم هاوس، آدرس‌های اینترنتی پاسخ‌های منتشرشده توسط کلیسای ساینتولوژی را در ابتدای نسخهٔ آلمانی ارائه کرد و تکذیب‌نامه‌ای نوشت که هیچ‌یک از داستان‌های موجود در کتاب مربوط به شاخهٔ آلمانی کلیسا نیست.
پاک شدن توسط کلیسای بین‌المللی ساینتولوژی به چالش کشیده شده‌است. کلیسا بیانیه‌ای رسمی در اتاق خبر خود منتشر کرد و در وبلاگی ردیات (ادهای رده‌شده) بر کتاب را فهرست کرد. یادداشت‌هایی دربارهٔ اختلافات رایت و کلیسای ساینتولوژی در رسانه‌ها نوشته شده است.

کارن سوارتز مروری بر این کتاب در آیین جدید: ژورنال دین‌های بدیل و نوپدید منتشر کرد و در آن نوشت که رایت به هدف خود از نوشتن کتاب رسیده، و «تاریخچه‌ای غنی» ارائه داده که به «پرسش‌های کنونی می‌پردازد»، و همزمان اجازه می‌دهد «گفتمان ظریف‌تری» از معنای دین شکل بگیرد، و در عین حال «درک عمدتاً پروتستانی» از دین را تداوم می‌بخشد. او همچنین اظهار می‌کند که نویسنده از کمبود اطلاعات ارائه‌شده توسط کلیسا آگاه است و خوانندگان را به تحقیق بیشتر تشویق می‌کند.
کلارک کولیس این کتاب را برای انترتینمنت ویکلی بررسی کرد و نوشت:
لارنس رایت، که در سال ۲۰۰۶ برای نوشتن «برج نوظهور: القاعده و جاده ۱۱ سپتامبر» برنده جایزه پولیتزر شد، برای نوشتن این کتاب با حدود ۲۰۰ ساینتولوژیست فعلی و سابق مصاحبه کرد. مقاله نیویورکر که لارنس با همکاری هاگیس در سال ۲۰۱۱ چاپ کرد آغاز این امر است. عظمت این تحقیق را می‌شود از روی نوشته‌ها دربارهٔ جزئیات تأسیس کلیسا توسط هابارد در دهه ۵۰، نفوذ آن در سراسر جهان در سازمان‌های دولتی در دهه ۷۰ و ادعاهای اخیر تحت آزار فیزیکی قرار گرفتن برخی از اعضا (که کلیسای ساینتولوژی آن‌ها را رد می‌کند) متوجه شد. «پاک شدن» مملو از نمونه‌هایی است که نشان می‌دهد کلیسا حتی اگر گاهی با کنایه‌های جماعت کلیسارو خیلی خوب برخورد نکند، هوای اعضای درجه یک خود، به‌ویژه تام کروز، را همیشه دارد.

## جوایز و افتخارات
این کتاب نامزد نهایی جایزه ملی کتاب برای آثار غیرداستانی بود، و در فهرست نهایی جایزهٔ حلقهٔ ملی منتقدان کتاب در سال ۲۰۱۳ قرار گرفت. این کتاب برندهٔ جایزهٔ غیرداستانی کار پی. کالینز از مؤسسه ادبیات تگزاس شد.

## اقتباس فیلم
این کتاب توسط اچ‌بی‌او به کارگردانی الکس گیبنی به‌صورت یک فیلم مستند اقتباس شد و در جشنوارهٔ فیلم ساندنس در ۲۵ ژانویه ۲۰۱۵ به نمایش درآمد. شیلا نوینس، مدیر فیلم‌های مستند اچ‌بی‌او، اعلام کرده بود که اچ‌بی‌او به دلیل نگرانی دربارهٔ طرح دعوی حقوقی از سوی کلیسای ساینتولوژی پیش از انتشار آن با ۱۶۰ وکیل مشورت کرده‌است. گیبنی بعداً این گفته را اغراق‌آمیز نامید، اگرچه فیلم توسط وکلای اچ‌بی‌او بررسی شده بود.

## یادداشت
1. ↑  Transworld
2. ↑  Silvertail
3. ↑  engrams
4. ↑  auditing
5. ↑  Karen Swartz
6. ↑  Nova Religio: The Journal of Alternative and Emergent Religions
7. ↑  Clark Collis
8. ↑  Entertainment Weekly
9. ↑  The Looming Tower: Al-Qaeda and the Road to 9/11
10. ↑  Carr P. Collins
11. ↑  Texas Institute of Letters
12. ↑  Sheila Nevins